# Le Pauvre Matelot

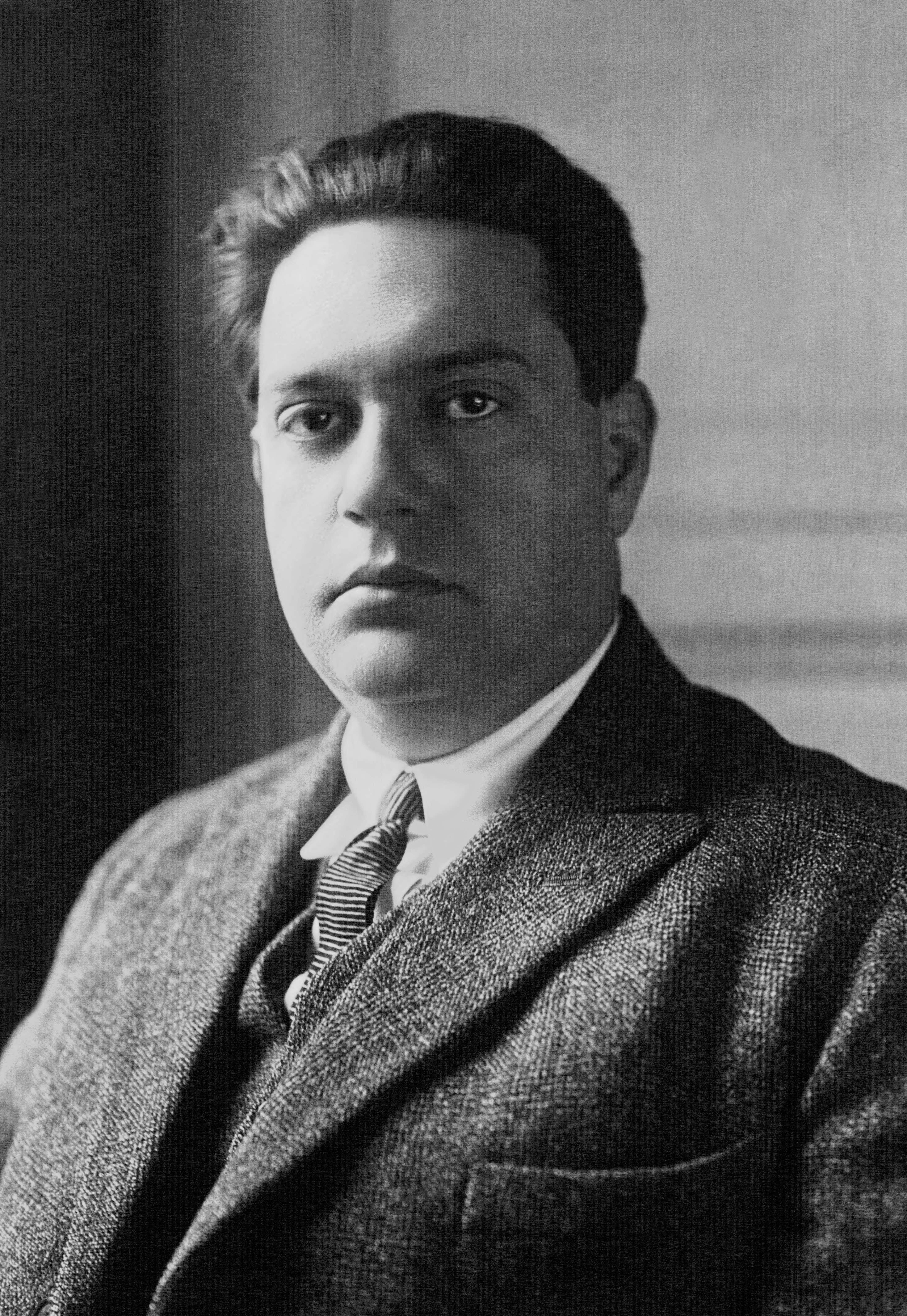
Darius Milhaud en 1923.

Le Pauvre Matelot est un opéra (décrit comme une « complainte ») en trois actes de Darius Milhaud sur un livret de Jean Cocteau créé le 16 décembre 1927 à l'Opéra-Comique. D'une durée de 35 minutes environ, il est dédié au compositeur Henri Sauguet.

## Argument
L'action se déroule « de nos jours » au port.

Milhaud  résume ainsi l'histoire : 

« Le sujet du Pauvre Matelot est simple : une femme est sans nouvelles depuis plusieurs années de son mari qui est marin. Malgré l’insistance de son beau-père, elle refuse de se remarier. Le mari revient à l’improviste, il va tout d’abord chez un voisin qui le met au courant de la vertueuse attitude de sa femme et de sa misère ; le mari veut « voir son bonheur du dehors ». Il se fait passer auprès de sa femme pour un ami de son mari... »

## Distribution
| Rôle          | Typologie vocale | Création : 16 décembre 1927 (Direction musicale : Georges Lauweryns) |
| ------------- | ---------------- | -------------------------------------------------------------------- |
| La femme      | soprano          | Madeleine Sibille                                                    |
| Le pêcheur    | ténor            | Legrand                                                              |
| Son beau-père | basse            | Félix Vieuille                                                       |
| Son ami       | baryton          | Louis Musy                                                           |

## Principales représentations dans le monde
La première américaine, produite par le Curtis Institute of Music, a lieu le 1er avril 1937 au Academy of Music de Philadelphie dans une mise en scène d'Ernst Lert et des costumes de  Donald Oenslager.
La représentation a été couplée avec la première mondiale d' Amelia al ballo de Gian Carlo Menotti. Les deux opéras étaient dirigés par Fritz Reiner. Ce spectacle a été repris un mois plus tard au Lyric Theatre de Baltimore et au New Amsterdam Theatre de New York.

## Discographie
Darius Milhaud a enregistré l'œuvre en 1956 à l'Opéra de Paris.

## Sources
- (en) Gustav Kobbé, The Definitive Kobbé's Book of Opera, The Earl of Harewood. 1st American ed. New York: G.P. Putnam's and Sons, 1987. pp. 1040-1041.
- Manfred Kelkel, Le Mythe de la fatalité : dans le Pauvre matelot de Jean Cocteau et Darius Milhaud, Paris, Vrin, 1985, 198 p. (ISBN 2-7116-4257-7, lire en ligne)